# Кандеяс (Баия)
Кандеяс (порт. Candeias) — муниципалитет в Бразилии, входит в штат Баия. Составная часть мезорегиона Агломерация Салвадор. Входит в экономико-статистический микрорегион Салвадор. Население составляет 78 655 человек на 2007 год. Занимает площадь 264,487 км². Плотность населения — 297,3 чел./км².

## История
Город основан 14 августа 1958 года.

## Статистика
- Валовой внутренний продукт на 2005 год составляет 1 698 526 384 реала (данные: Бразильский институт географии и статистики).
- Валовой внутренний продукт на душу населения на 2005 год составляет 20 632 реала (данные: Бразильский институт географии и статистики).
- Индекс развития человеческого потенциала на 2000 год составляет 0,719 (данные: Программа развития ООН).